# Айкел, Джек
Джон «Джек» Айкел (англ. Jack Eichel; род. 28 октября 1996, Норт-Челмсфорд, Массачусетс) — американский хоккеист клуба НХЛ «Вегас Голден Найтс», выступающий на позиции центрального нападающего. Обладатель Кубка Стэнли 2023 года. Чемпион юниорского чемпионата мира 2014, бронзовый призёр чемпионата мира 2015. 

## Игровая карьера
Занимал второе место в рейтинге Центрального скаутского бюро НХЛ перед драфтом НХЛ 2015, на котором его выбрал клуб «Баффало Сейбрз» под общим 2-м номером.
1 июля 2015 года подписал с «Сейбрз» трёхлетний контракт новичка. По итогам первого сезона он заработал 56 очков, став одним из результативных новичков лиги.
3 октября 2017 года подписал с «Сейбрз» новый контракт на восемь лет на сумму $80 млн. 15 декабря 2017 года в матче с «Каролиной Харрикейнз» оформил первый хет-трик в карьере, но «Харрикейнз» выиграли матч со счётом 5:4.
3 октября 2018 года был назначен капитаном «Баффало Сейбрз». 16 ноября 2019 года впервые в карьере забросил 4 шайбы в одном матче; «Сейбрз» обыграли «Оттаву Сенаторз» со счётом 4:2. В течение трёх сезонов Айкел был капитаном «Сейбрз», пока 23 сентября 2021 года не был лишён капитанской нашивки из-за помещения в список травмированных.
4 ноября 2021 года был обменян в «Вегас Голден Найтс» вместе с пиком третьего раунда драфта 2023 на нападающих Алекса Така, Пейтона Кребса, а также пик первого раунда 2022 года и пик третьего раунда-2023. 13 июня 2023 года впервые в истории «Голден Найтс» завоевали Кубок Стэнли, обыграв в финале Кубка Стэнли «Флориду Пантерз» в серии со счётом 4-1; по итогам плей-офф Айкел набрал 26 очков и стал лучшим бомбардиром турнира.

## Статистика
| Легенда | Легенда                    | Легенда | Легенда                   | Легенда | Легенда    |
| ------- | -------------------------- | ------- | ------------------------- | ------- | ---------- |
| И       | Количество проведённых игр | Штр     | Штрафное время            | +/−     | Плюс-минус |
| Г       | Голы                       | П       | Голевые передачи          | О       | Очки       |
| -       | Статистика неизвестна      | —       | Статистика не учитывалась |         |            |

## Достижения
| Год  | Команда            | Достижение   |
| ---- | ------------------ | ------------ |
| 2023 | Вегас Голден Найтс | Кубок Стэнли |

| Год  | Команда                | Достижение                      |
| ---- | ---------------------- | ------------------------------- |
| 2015 | Бостонский университет | Чемпион конференции Hockey East |

| Год  | Команда | Достижение                                   |
| ---- | ------- | -------------------------------------------- |
| 2013 | США     | Серебряный призёр юниорского чемпионата мира |
| 2013 | США     | Бронзовый призёр Мирового кубка вызова       |
| 2014 | США     | Чемпион мира среди юниорских команд          |

| Год              | Команда        | Достижение                                 |
| ---------------- | -------------- | ------------------------------------------ |
| 2018, 2019, 2020 | Баффало Сейбрз | Участник матча всех звёзд НХЛ (3)          |
| 2016             | Баффало Сейбрз | Попадание в символическую сборную новичков |

| Год  | Команда                | Достижение                                                          |
| ---- | ---------------------- | ------------------------------------------------------------------- |
| 2014 | США U18                | Попадание во вторую символическую сборную USHL                      |
| 2015 | Бостонский университет | Попадание в символическую сборную новичков Hockey East              |
| 2015 | Бостонский университет | Лучший новичок Hockey East                                          |
| 2015 | Бостонский университет | Попадание в первую символическую сборную Hockey East                |
| 2015 | Бостонский университет | Попадание в первую восточную символическую сборную американцев NCAA |
| 2015 | Бостонский университет | Игрок года Hockey East                                              |
| 2015 | Бостонский университет | Обладатель Three-Stars Award                                        |
| 2015 | Бостонский университет | Лучший бомбардир Hockey East                                        |
| 2015 | Бостонский университет | Обладатель Хоби Бейкер Эворд                                        |
| 2015 | Бостонский университет | Обладатель Тим Тейлор Эворд                                         |